# Vallée de Nantosuelte
Nantosuelta Vallis
Pour les articles homonymes, voir Nantosuelte.
La vallée de Nantosuelte (désignation internationale : Nantosuelta Vallis) est une vallée située sur Vénus dans le quadrangle de Barrymore. Elle a été nommée en référence à Nantosuelte, une déesse celtique de cours d'eau.